# Il giardino delle delizie (film 1970)
Il giardino delle delizie (El jardín de las delicias) è un film del 1970 diretto da Carlos Saura.